# 令和
令和（）は、日本の元号の一つである。

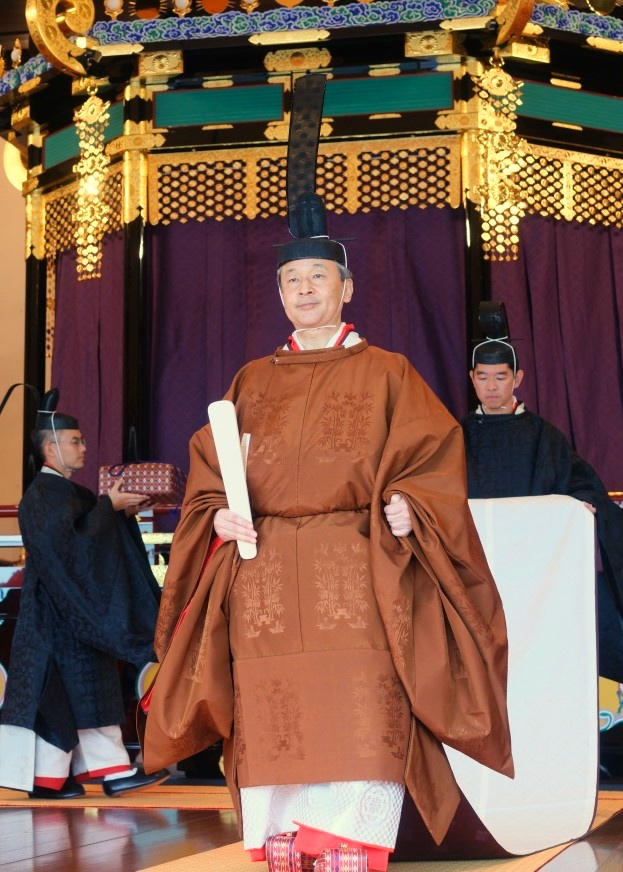
日本国第126代天皇・徳仁（2019年〈令和元年〉10月22日、即位礼正殿の儀にて）

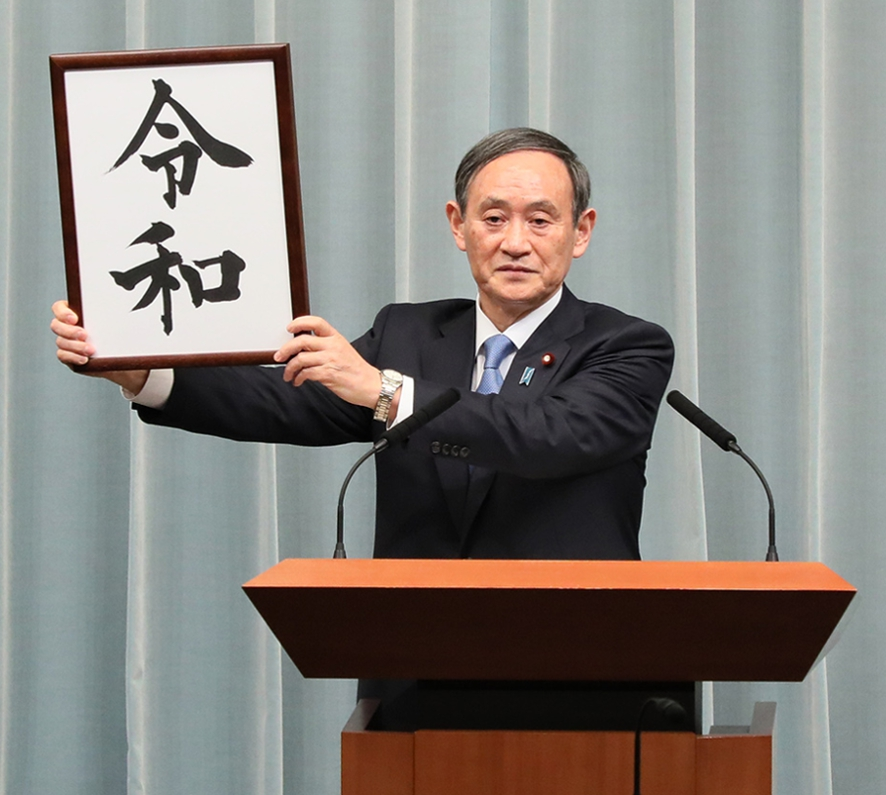
2019年（平成31年）4月1日、新元号「令和」を発表する当時の内閣官房長官・菅義偉（第4次安倍第1次改造内閣）

平成の後。大化以降232番目、248個目の元号。徳仁（第126代天皇）が即位した2019年（令和元年）5月1日から現在に至る。また、「元号法（昭和54年法律第43号）」に基づく元号としては、平成に次いで2番目の元号である。
名称は、日本に現存している和歌集の中で最古の『万葉集』から引用された。
本項では日本史の時代区分において、令和への改元以降に該当する令和時代（）についても記述する。
以下の西暦は、特に断りのない限り、すべてグレゴリオ暦である。

## 概説
2019年（令和元年）5月1日午前0時、「天皇の退位等に関する皇室典範特例法（平成29年法律第63号）」の規定に基づいて、第125代天皇明仁が退位し「上皇」になり、明仁の第一皇男子である徳仁親王が第126代天皇に即位した。この皇位の継承を受けて、「元号法」並びに「元号を改める政令 (平成三十一年政令第百四十三号)」の規定に基づき、「平成」から「令和」に改元された。
これは明治以降の憲政史上初めてであり、202年ぶり となる天皇の譲位に伴う改元である。また、徳仁の即位礼正殿の儀が同年10月22日に行われた。
- 政府は2019年限定で一連の儀式が行われる日を祝日とする法案を提出し、2018年（平成30年）12月8日、参議院で可決、成立した。祝日法の規定により、2019年のゴールデンウィークは4月27日から5月6日まで10連休になった[7]。また2019年は、改元が行われた5月1日午前0時を挟んで、平成（平成31年）と令和（令和元年）の2つの元号にまたがる年である。
- 元号に、「令」の漢字が使われる事は初である[8]。またラ行で始まる日本の元号としては暦応（リャクオウ、レキオウ）以来で680年ぶり、「レイ」の音が先頭にくる元号としては奈良時代初めの霊亀（レイキ）以来の2例目で1300年ぶりである[注 4]。一方で「和」の漢字が使われるのは昭和以来で平成を間に挟み、30年ぶりで和銅以来の20例目となる[9]。
- 「令和（れいわ）」の典拠は『万葉集』の巻五、梅花（うめのはな）の歌三十二首の序文（「梅花の歌三十二首并せて序」、詳細は「#典拠」を参照）である[10][11]。確認される限りにおいて初めて漢籍ではなく日本の古典（国書）から選定された[10]。なお、「れいわ」の発音については「元号法はあくまで元号の漢字とふりがな表記のみ定めるものであり、アクセントについては決まっていない」ため、特に定められていない[12][13][14]。

## 略年表
2019年（平成31年/令和元年）
- 5月1日 - 明仁天皇（現・上皇）が退位し、徳仁親王が即位｡ この日から元号が平成から令和へと改元された。
- 6月30日にIWCを脱退して、7月1日から大型鯨類を対象とした商業捕鯨を再開する。[15]
- 7月18日 - 京都アニメーション放火殺人事件が発生。
- 日本でラグビーワールドカップを開催。
- 7月21日執行の第25回参議院議員通常選挙の結果、れいわ新選組（所属する障碍保有者初の国会議員が誕生） ・NHKから国民を守る党（当時）などの諸派が新たに政党要件に加わり国政政党になった。
- 10月1日から消費税が10%に増税され、同時に軽減税率（8%）が導入された。

2020年（令和2年）
- 新型コロナウイルス感染症が世界的に拡大し日本国内でも感染者が初確認される。
  - 新型コロナウイルスの影響で、東京オリンピックの開催を1年後の2021年7月から8月に延期する事が決定。
- 第98代内閣総理大臣・安倍晋三が辞任。後任に、内閣官房長官・菅義偉が選出される。安倍は、内閣総理大臣として連続及び通算在職日数最長を記録した。また、菅も内閣官房長官として連続及び通算在職日数最長を記録した。

2021年（令和3年）
- 2020年東京オリンピック森喜朗会長辞任を契機とする日本オリンピック委員会の女性委員の排除発言から国際社会から日本のジェンダー平等問題が提起される[16]。
- 第99代内閣総理大臣・菅義偉が辞任。後任に岸田文雄が選出される。

2022年（令和4年）
- 4月1日に改正民法施行で成年年齢が20歳から18歳に引き下げられた。親の同意無しの契約が可能になり、女性の婚姻可能年齢が16歳から18歳に引き上げられ、男女とも18歳に統一。
- 7月8日に安倍晋三銃撃事件が発生。最長期間の内閣総理大臣在任者として、9月27日に約55年ぶりとなる国葬が行われた。
- 9月23日に武雄温泉駅で在来線とフル規格新幹線の対面乗り換え方式を導入した西九州新幹線の長崎駅からの一部区間（長崎県内の長崎新幹線）が開業した。

2023年（令和5年）
- 4月1日にこども家庭庁が発足する。令和5年度にマイナンバーカード普及努力活動と自転車用ヘルメット着用が努力義務化される。4月15日岸田文雄襲撃事件。
- 5月8日に新型コロナウイルス感染症が2類相当から5類に変更される[17]。5月19日広島サミット。
- 6月の国会で盗撮処罰法、防衛財源確保法及びLGBT理解増進法が成立する。
- 8月24日 - 福島第一原子力発電所事故で発生した汚染された水を浄化したALPS処理水の太平洋への排水を午後1時から開始。
- 日本の国内総生産（名目GDP）がドイツに抜かれ世界4位になる。昭和43年以来の日独経済力が逆転する[18]。
- 闇バイトによる強盗が社会問題になる。

2024年（令和6年）
- 1月1日に令和6年能登半島地震が発生[19]。
- 3月16日北陸新幹線の金沢駅 - 敦賀駅間（金沢駅以西）が延伸開業[20]。
- 令和の米騒動
- 物流2024年問題
- 令和6年9月能登半島豪雨
- 日本原水爆被害者団体協議会（日本被団協）にノーベル平和賞が授与される[21]。

2025年（令和7年）
- 2月26日に大船渡市山林火災が発生。[22]。
- 3月14日に立花孝志襲撃事件。
- 4月から第2次トランプ政権の関税による経済的影響。[23]令和の国産米不足の影響でミニマムアクセス米の民間輸入が20倍に急増する。
- 4月13日〜10月13日 - 大阪で2025年日本国際博覧会（大阪・関西万博）が開催[24]。
- 7月20日に第27回参議院議員通常選挙。与党が過半数割れとなる。

表記について
- 「令和7年8月20日」の表記の例：年・月・日はそれぞれ2桁で表示する。年月日を区切る記号は「.」（ピリオド）を用いなければならない（西暦を用いる場合は、2025-08-20のように、ハイフンで区切ると規定されている）。ISO 8601#日本 (JIS X 0301)も参照。
  - 令07.08.20
  - Ｒ07.08.20

## 改元

### 改元に至る経緯
当時の天皇であった明仁が譲位の意を示したのは2010年（平成22年）7月22日とされており、2016年（平成28年）8月8日に宮内庁は、その前日に撮影した、当時82歳である天皇からのビデオメッセージを公表。それによると、自らの高齢化により今までのように公務が果たせなくなることを懸念し、「公務が途切れることなく安定的に続くことを望む」との趣旨で正式に発言し、その前に皇太子徳仁親王（当時）に皇位を譲りたい趣旨の叡慮を示した。
これまでの改元時とは異なり、OA化、インターネット化が進んでおり、新元号への対応準備の期間を確保する必要があることから、憲政史上初めて新元号が改元の1か月前となる2019年（平成31年）4月1日に「事前公表」された。「令和」のローマ字表記は「Reiwa」。政府高官によると、近現代の「明治（Meiji）」「大正（Taisho）」「昭和（Showa）」「平成（Heisei）」と同じ頭文字となる「M、T、S、H」の各案は当初から除外したという（詳細は「#備考」を参照）。
新元号決定に関する公文書は、「公文書等の管理に関する法律」により「30年間の非公開期間」が設定される。また、元号発表時に掲げられた「墨書」も同様に公文書と扱われ、2021年（令和3年）3月末まで内閣府で保管された後、同年4月以降は国立公文書館に移管、永久保存されることとなった。これは平成への改元時に掲げられた墨書が一時、首相・竹下登の私物となり、しばらく一般には所在不明となっていたこと（「平成#発表」を参照）の反省によるものとされる。

### 元号案の選定と考案者
政府は2019年（平成31年）4月1日の新元号発表に向けて、極秘裏に専門家への委嘱と元号案の選定を行っており、考案者については、考案者本人の希望および元号が特定の個人と関連づけられることは好ましくないという考えから、公表しない方針である。
2019年2月上旬ごろ、当時の内閣官房長官・菅義偉は元号担当の古谷一之らが事前に選定した約20の候補から絞り込みを開始した。2月下旬から3月上旬にかけて菅は当時の首相・安倍晋三に報告した。3月14日付で国文学や漢文学の専門家に正式委嘱した。3月27日、安倍首相、菅官房長官、事務担当の内閣官房副長官・杉田和博、古谷が協議し、原案を6つに固めたとみられる。
4月1日の「元号に関する懇談会」に示された6案は、以下の通りであると後に報道されている。
| 元号案 | 読み     | 出典               | 考案者とされる人物   |
| ------ | -------- | ------------------ | -------------------- |
| 英弘   | えいこう | 古事記             | 宇野茂彦（中国哲学） |
| 久化   | きゅうか | 易経               | 宇野茂彦（中国哲学） |
| 広至   | こうし   | 日本書紀、続日本紀 | 宇野茂彦（中国哲学） |
| 万保   | ばんぽう | 詩経               | 宇野茂彦（中国哲学） |
| 万和   | ばんな   | 史記、「五帝本紀」 | 石川忠久（中国文学） |
| 令和   | れいわ   | 万葉集             | 中西進（日本文学）   |

元号案を委嘱された人物としては、上記に挙げられた人物のほかに池田温（東洋史）、小倉芳彦（中国古代史、正式委嘱はなし）らが挙げられている。
安倍首相は古谷らに選定過程で「天皇をたたえる国書よりも万葉集の方がいい」との意向を伝えていた。原案となる6案が固まる以前、安倍は当初の協議では絞り込まれた候補の中から『万葉集』と『古事記』に由来する「天翔（てんしょう）」を評価し、一時期最有力案であったが、イニシャル表記が大正とかぶることに加え、「俗用されていない」という条件がクリアできない（同名の葬儀社などが存在した）ことから最終案から外された。そのため、3月下旬に追加の元号案が委嘱され、中西が「令和」を考案したと報じられている。安倍は当初は「英弘」を評価していたという が、「令和」が提出された後は、安倍、菅、杉田、古谷の協議で「『令和』がもっとも適している」との認識で一致したという。事務方では中国の古典に由来する「万和」を有力視していたが、安倍は国書ではないことや濁音が入ることに難色を示したため、首相秘書官の今井尚哉が笹川陽平から紹介された国学院大学の関係者とされる人物に考案させた3案を独自に提示していた。このうち「桜花」と「佳桜」は『万葉集』が出典であるが、出典の無い造語「知道」も提示されたという。
発表直後から、マスコミにより「令和」の考案者は『万葉集』を専門とする中西であると報じられたが、中西本人は明確な回答を控えている。しかし、その後の雑誌インタビューの中で事実上自らが考案者であることを認めたとも報じられた。発表直後の時点では、中西は時事通信の取材に対し「元号は中西進という世俗の人間が決めるようなものではなく、天の声で決まるもの。考案者なんているはずがない」と発言している。

### 元号の発表
2019年（平成31年）4月1日、総理官邸にて「元号に関する懇談会」を午前9時30分から開催し、参加した有識者たち一人ひとりに意見を聴取した。10時8分に懇談会は約40分で終了した。参加した有識者は、以下のとおりである。
| 氏名       | 肩書（当時）                            | 肩書（当時）                                     |
| 氏名       | 広域への影響力                          | 所属                                             |
| ---------- | --------------------------------------- | ------------------------------------------------ |
| 上田良一   | アジア太平洋放送連合会長                | 第22代（2017年 - 2020年）NHK（日本放送協会）会長 |
| 大久保好男 | 日本民間放送連盟会長                    | 日本テレビ放送網代表取締役社長                   |
| 鎌田薫     | 日本私立大学連盟会長                    | 第16代（2010年 - 2018年）早稲田大学総長          |
| 榊原定征   | 日本経済団体連合会名誉会長              | 東レ相談役                                       |
| 白石興二郎 | 日本新聞協会会長                        | 読売新聞グループ本社会長                         |
| 寺田逸郎   | 第18代（2014年 - 2018年）最高裁判所長官 | 法曹                                             |
| 林真理子   | 第94回（1985年下半期）直木賞受賞者      | 小説家                                           |
| 宮崎緑     | 東京都教育委員                          | 千葉商科大学国際教養学部教授兼学部長             |
| 山中伸弥   | 2012年ノーベル生理学・医学賞受賞者      | 京都大学iPS細胞研究所所長                        |

懇談会開催にあたっては、機密保持のため、官邸内の盗聴対策はもちろん、官邸に入る際に所持品検査を行い、携帯電話などの情報機器を持ち込ませず、トイレに行く際は職員を随行させ、トイレには電波妨害装置も取り付けるなどの徹底した対策を行っている。
10時20分頃から衆議院議長公邸にて、衆議院正副議長（大島理森・赤松広隆）と参議院正副議長（伊達忠一・郡司彰）から意見を聴取。総理大臣官邸にて11時ごろから11時15分にかけて第4次安倍第1次改造内閣の全閣僚会議が開催され、臨時閣議を経て、新元号の閣議決定となった。閣議決定後に山本信一郎宮内庁長官は皇居・御所にいる天皇明仁の元へ、西村泰彦宮内庁次長は東宮御所の皇太子徳仁親王の元へそれぞれ赴き、新元号決定に関する報告を行った。
11時41分、当時の内閣官房長官菅義偉（第4次安倍第1次改造内閣）が記者会見で新元号を発表した。会見の模様は後の首相による会見も含め、NHK（日本放送協会）をはじめとする全テレビ・ラジオ局にて生中継された他、Twitter・Facebook・Instagram・YouTube Liveの官邸公式アカウントとニコニコ生放送（ニコニコニュース）にてライブストリーミング配信も行われた。
と言い、新元号「令和」を墨書した台紙（茂住修身書）を示すことにより、発表を行った。ここまでの改元の手続きや新元号の発表は全て、平成改元時を踏襲したものとなった。

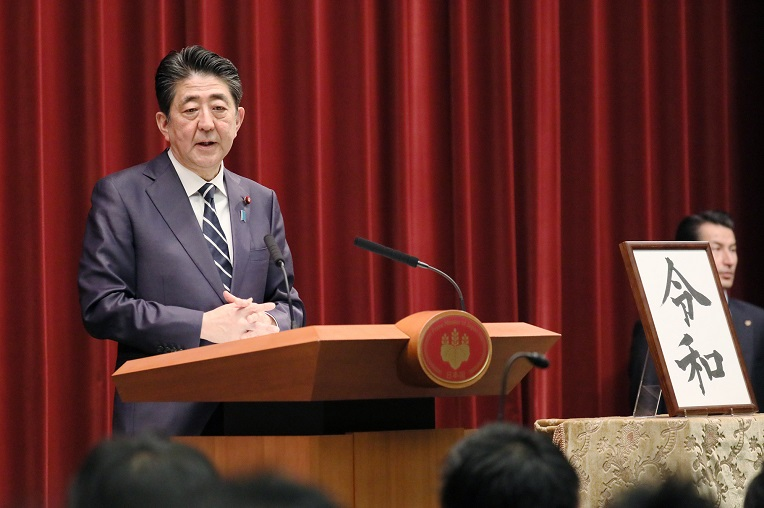
記者会見で談話を発表する安倍晋三内閣総理大臣（2019年4月1日）

同日12時05分、当時の内閣総理大臣（首相）・安倍晋三（第4次安倍第1次改造内閣）が記者会見を行い、内閣総理大臣談話を発表した。その中で、安倍首相は「『人々が美しく心を寄せ合う中で、文化が生まれ育つ』という意味を込めた」と説明した。首相自ら発信する機会が増大した事を踏まえ、平成改元時と違い、改元に関する首相談話の発表は首相自ら行った。なお、昭和から平成への改元時は、新元号（改元）についてというよりも、改元の理由となった「昭和天皇の崩御と皇太子明仁親王の新天皇即位（皇位継承）」について、1989年（昭和64年）1月7日に当時の竹下登首相が「大行天皇崩御に際しての竹下内閣総理大臣の謹話」を発表したという点で異なる（平成元年が開始したのは、翌1月8日から）。
同日、「元号を改める政令（平成31年政令第143号）」が天皇 の允裁を受けたあと、「官報特別号外第9号」によって公布され、2019年（令和元年）5月1日施行と定められた。あわせて、読み方は「れいわ」である旨を定めた内閣告示「元号の読み方に関する内閣告示」（平成31年内閣告示第1号）が公布された。
また、英語（ローマ字）表記では「Reiwa」となる旨が、日本が国家承認している195か国の各国政府および国際機関、日本の対台湾窓口機関・日本台湾交流協会を通じて、台湾（中華民国）における事実上の駐日大使館に相当する台北駐日経済文化代表処に通知された。
発表直後から、各国報道陣は速報でこの新元号を独自の訳に言い換えて報道した。しかし、各報道陣独自の訳とあって統一性に欠けることや、間違ってかけ離れた意味で訳され誤認につながる可能性を踏まえ、外務省は各国在外公館に対し「令和」は「Beautiful Harmony（美しい調和）」との英訳で統一する方針を定め、各国在外公館にこの方針に沿い対外的に説明するよう指示した。
中国思想史が専門の小島毅（東京大学教授）によれば、「当時の言葉遣いから大伴旅人は呉音で読むことを想定したのではないかとし、『令』の発音は漢音の『れい』ではなく呉音の『りょう』、ローマ字表記もより実際の発音に近い『Leiwa』が適しているのではないか」という意見を表明している。

## 典拠
「令和」の典拠は、『万葉集』巻五 の「梅花謌卅二首并序（梅花の歌 三十二首、并せて序）」にある一文である。
以下に、漢文で記されたその序文の全文を記す。
梅花歌卅二首[并序] / 天平二年正月十三日 萃于帥老之宅 申宴會也 于時初春令月 氣淑風和 梅披鏡前之粉 蘭薫珮後之香 加以 曙嶺移雲 松掛羅而傾盖 夕岫結霧 鳥封縠而迷林 庭舞新蝶 空歸故鴈 於是盖天坐地 <促>膝飛觴 忘言一室之裏 開衿煙霞之外 淡然自放 快然自足 若非翰苑何以攄情 詩紀落梅之篇 古今夫何異矣 宜賦園梅聊成短詠

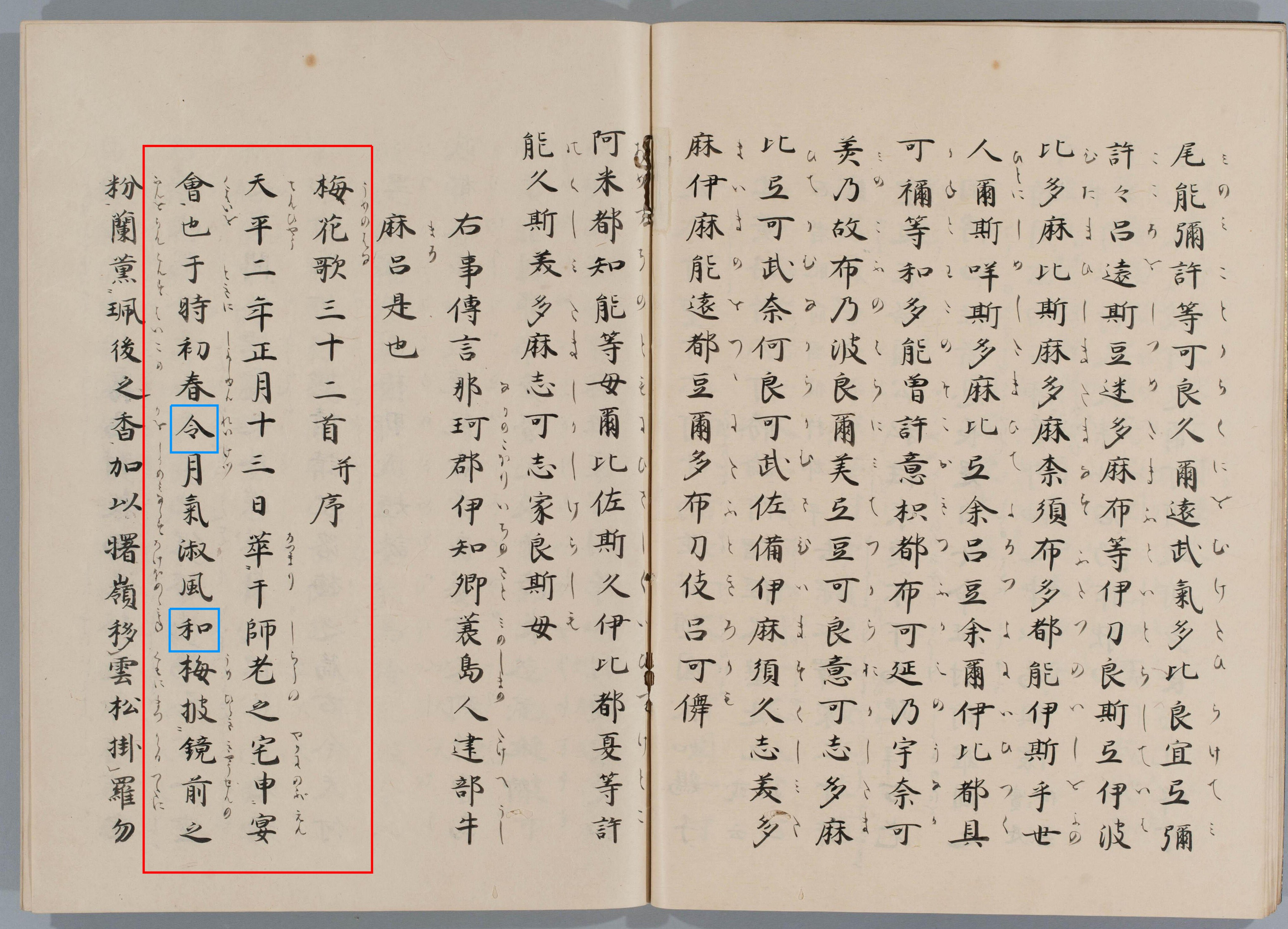
『万葉集』巻五の「梅花謌卅二首并序（梅花の歌 三十二首、并せて序）」の該当箇所

この序文は天平2年1月13日（グレゴリオ暦730年2月8日、ユリウス暦730年2月4日）、大宰帥（大宰府の長官）である大伴旅人の、大宰府政庁（北緯33度30分53.2秒 東経130度30分54.4秒 / 北緯33.514778度 東経130.515111度）近傍にある邸宅で催された宴（梅花の宴）の様子を表している。作者については、旅人や山上憶良らが挙げられている。
大伴旅人の邸宅は政庁の北西、現在の坂本八幡宮（現・福岡県太宰府市、北緯33度31分0.1秒 東経130度30分49.5秒）付近などが候補地に挙げられている。
以下に、上記の下線部分の原文（原文にはない句読点つき）、書き下し文、現代日本語訳の一例を表す。
于時、初春令月、氣淑風和、梅披鏡前之粉、蘭薫珮後之香。
時に、初春の令月にして、気淑く風和ぎ、梅は鏡前の粉を披き、蘭は珮後の香を薫す。
時は初春の令い月（※この場合『令』は「善」と類義語） であり、空気は美しく、風は和やかで、梅は鏡の前の美人が白粉で装うように花咲き、蘭は身を飾る衣に纏う香のように薫らせる。
中央大学教授の水上雅晴は、天皇が自ら元号を決定していた（昭和以前の登極令の下）時代に公家が元号の候補を審議した『難陳（なんちん）』 の際に、中国古典だけでなく日本書紀も引用されたことがあったことを指摘している。平成改元時にも日本の古典を出典とする案はあったが、最終案には残らなかった。

### 漢籍の影響説
「令和」の考案者とされる中西進は以前の著書の中で、「序文の構成」について「王羲之による『蘭亭序』の形式を模したもので、『唐風にならい、仏教を受容しつつ国家的整備を進めた時代』に詠まれたものだと解説している」という。
一方で、中西は「令和」発表後の万葉集講座・インタビューの中で、「中西進という人が考案者と言われているが、ここにいるのは違う人間」としつつ「令和」について誤解が多いとしている。漢籍の帰田賦に類似の文があるとの意見には、「私には理解できない。考案者には理解できなかっただろう」「同じ言葉があるという出典論は江戸時代の学問だ。比較文学の観点からは、文脈が同じかどうかが大事だ」と述べ、否定しており、「帰田賦」の「令月」は2月を指しているが、『万葉集』に収録されている、大伴旅人による「梅花の歌の部」序文の「令月」は1月であり、また「和」の意味合いも違うことから「同じものと考えるのは理解できない」としている。また「（「令和」と蘭亭序・帰田賦との間に）確かに形式などに共通性を見いだすことも可能ですが、文脈や意味がかなり異なるので、典拠にあたるとは思いません」「そもそも僕は、出典が何かより、その言葉がどのような表現かの方が大事だと考えます」としている。
『朝日新聞』によると序文について、「新元号の発表後、中国において「令和」の典拠となった『万葉集』より数百年前、張衡という文人が詠んだ『帰田賦（きでんのふ）』という詩によく似た一節があるとの指摘が広がった」としている。また、新日本古典文学大系『萬葉集（一）』（岩波書店）の補注において、「令月」の用例として詩文集『文選』巻十五収録の後漢時代の文人・張衡による詩「帰田賦」の句、
仲春令月、時和気清
仲春の令月、時は和し気は清む。
が挙げられている。
岩波書店によると、新日本古典文学大系『萬葉集（一）』の語注に令月は「仲春令月、時和気清」（後漢・張衡「帰田賦」・文選十五」）とある指摘は、江戸時代中期の学僧・契沖の著した『万葉代匠記』に見られ、また戦後の万葉集研究を牽引した学者・澤瀉久孝の著した『万葉集注釈』にも見られるとしている。契沖は序の書き起こし方は、東晋時代の書聖・王羲之の著した『蘭亭序』にならったものではないかと推測している。ほかにも「令」「和」の出る個所は、『文選 詩篇（二）』（岩波文庫）では、『清和』という詩語の注にも引かれており、そこでの訓読は、「仲春の令（よ）き月、時は和（やわ）らぎ気は清し」である。
毎日新聞によると、遣隋使・遣唐使が持ち帰った古代中国の美文をまとめた『文選』は、文章を作成する上での最高の模範で、平安時代前期頃までに成立した日本の古典は、中国の古典の表現を元にして書かれた部分が多いとされ、元号の出典にする場合、「中国の古典の表現を孫引きすることになる」との指摘が出ていたとし、
- 所功・京都産業大学名誉教授：「日本人は外国から取り入れたものを活用してきたわけで、単なるまねではなく、自分たちのものとして利用してきた」
- 中国古典学の渡邉義浩・早稲田大学教授：「意味は万葉集と基本的に同じ。文選は日本人が一番読んだ中国古典であり、それを元として万葉集の文ができていると考えるのが普通」「東アジアの知識人は皆読んでいた。ギリシャ、ローマの古典を欧州人が自分たちの古典というのと同じで、広い意味では日本の古典だ」
- 水上雅晴・中央大学教授：「文選との類似性が考えられ、隠れた典拠にやはり漢籍があることになる」

といったコメントを紹介している。また、複数の漢学者から前掲句の影響が指摘されているが、政府は文選が原典にあたるかなどについて論評はしていないとしている。一方、中華人民共和国外交部傘下の外交学院の周永生教授や北京大学の王新生教授は、日本の古典文化が中国の古典文化の影響を受けているとしながらも、「帰田賦」と「令和」の語には「二者には直接の関係はない」との見方を示している。
東京新聞によると、「安倍首相は新元号の由来が日本の古典（国書）だと強調し、支持する保守層の期待に応えた形だが、しかし二世紀の後漢の時代に活躍した文学者で科学者の張衡の詩文『帰田賦』の一節がある」としたうえで、
- 早稲田大学教授（漢字学）の笹原宏之：「万葉集の序文は張衡の帰田賦（「仲春令月、時和気清」）や、（中国の書聖）王羲之の『蘭亭序』など、万葉集以前の中国古典を踏まえているようだ」
- 国文学研究資料館長のロバート・キャンベル：「北東アジアは同じ漢字文化圏なので、国書か中国の古典（漢籍）かという排他的な選別があってはならないと思っていた。今回は帰田賦へのオマージュ（敬意）があり、漢籍を包摂したといえる」
- 國學院大學名誉教授で歌人の岡野弘彦：「当時は漢文学の影響がとても強い。日本人は大陸の伝統を取り入れつつ、工夫して柔らかな叙情を表現してきた。だから出典が中国の古典でも日本の古典でも、差異にこだわる必要はないのでは」

といったコメントを紹介している。
書家の石川九楊は新元号発表の翌日に、中日新聞の三品信に電話をかけ、「きのう新元号が発表されましたが、あの出典は中国の後漢の文人、張衡の『帰田賦』です。国書がどうこうなんて言っている人間は、あまりにも教養がなさすぎる」と言った、と同紙に記されている。

## 時代の流れ

### 時代概説

#### 令和一桁代
2019年（令和元年）5月1日から現在。

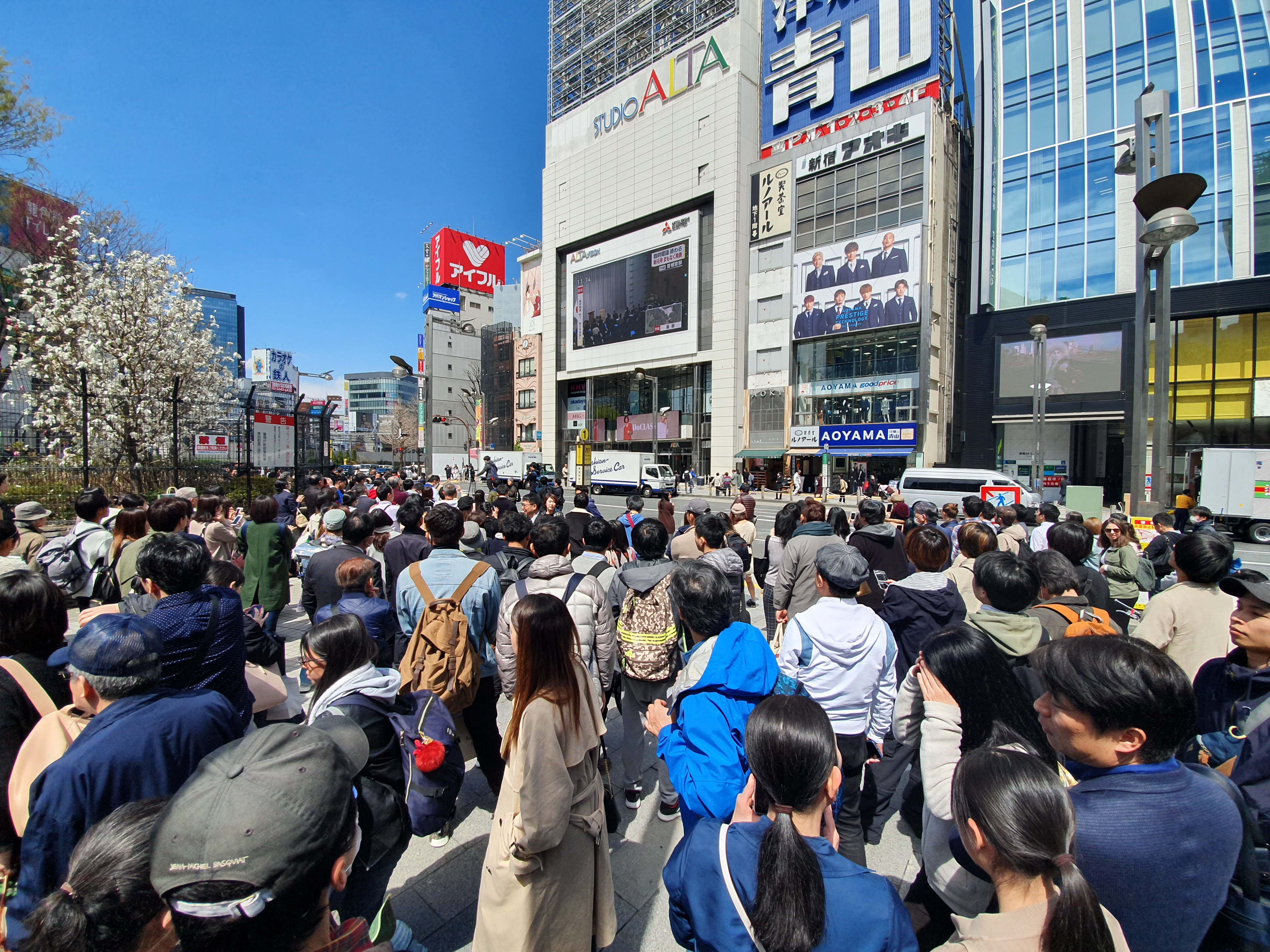
新宿駅前で、改元の報道を見守る市民

2019年（平成31年）4月30日24時、第125代天皇明仁が退位したことに伴い、明仁第1皇子男子の徳仁が第126代天皇に即位し、「平成」から「令和」に改元された。改元の瞬間には全国各地でカウントダウンなどが行われ、改元後全国各地で多くの国民が新天皇即位を祝った。また、インターネットやテレビでは、即位の礼の一部である剣璽等承継の儀や即位後朝見の儀が生中継された。即位礼正殿の儀は同年10月22日に行われる予定となっている。前述の通り、第125代天皇明仁は明治以降の憲政史上初めて退位し、また皇室史上始めて「上皇」の称号を奉呈された天皇となった。一方で、第126代天皇に即位した徳仁には皇位継承権を有する皇子がいないため、秩父宮雍仁親王以来86年ぶりで、現行の皇室典範の下では初めて皇太子が空位となり、代わりに徳仁の皇弟の秋篠宮文仁親王が皇位継承順位第1位の皇嗣となった。
令和が発表されてすぐの平成31年4月9日午前に紙幣の刷新をすることが明らかになり、2024年（令和6年）に7月3日に新しく変更された。新たに採用された肖像画となる人物は渋沢栄一（一万円紙幣）、津田梅子（五千円紙幣）、北里柴三郎（千円紙幣）の3名が選ばれた。紙幣とともに五百円硬貨も新しく変更することとなり、紙幣よりも3年早い2021年（令和3年）に変更された。
2019年（令和元年）5月25日から28日にかけてアメリカ合衆国のドナルド・トランプ大統領が令和初の国賓として来日した。トランプ大統領は滞在2日目の26日、午前中は千葉県で安倍総理大臣とゴルフを楽しみ、夕方からはメラニア夫人と東京都の両国国技館を訪れ、安倍総理大臣夫妻と共に大相撲夏場所の千秋楽を観戦し、27日には日米首脳会談を行った。
2020年（令和2年）は新型コロナウイルスが猛威を振るい、世界中で感染者や死者が続出した。また、日本では3月中旬から学校や職場が休業となり、学校は6月に至るまで休校期間となった。また、緊急事態宣言が7都府県で発令され、その後全国に拡大した。その後緊急事態宣言は解除されたが、東京都内でクラスター感染が確認され、東京都内において東京アラートが発令された。
2021年（令和3年）7月23日から8月8日までの17日間にわたり、東京オリンピックを開催。新型コロナの影響で、史上初の1年延期、無観客での開催となった。
2022年（令和4年）7月8日 に奈良県奈良市の大和西大寺駅北口で、自民党の安倍晋三元首相が選挙演説中に手製銃で銃撃され、安倍晋三銃撃事件が発生し、同日夕方、死亡が確認された。

### 宗教文化思想史
- 2015年以降 -
  - （平成27年 - 令和初期）にあいちトリエンナーレで開催された表現の不自由展で表現の自由を巡る論争が発生した[92]。
- 2019年（令和元年）
  - 夏に、熱中症対策から携帯扇風機の使用が若者や女性の間でブームとなった[93]。
  - 7月6日、仁徳天皇陵古墳（大山古墳）を含む百舌鳥・古市古墳群（大阪府）が、国連教育科学文化機関（ユネスコ）の世界遺産委員会において、世界文化遺産登録と決定した[94]。
- 2020年（令和2年）
  - 『劇場版 鬼滅の刃 無限列車編』が公開から73日目となる12月27日に観客動員数2,404万人、興行収入324億円に達し、歴代1位になる[95]。
- 2021年（令和3年）
  - 新型コロナウイルスの感染拡大で1年延期された東京オリンピック・パラリンピックが、7月から9月にかけて開催された[96]。
  - 11月13日、将棋の竜王戦七番勝負で、藤井聡太三冠（王位、叡王、棋聖）がシリーズ4連勝し、竜王を初めて獲得した。19歳3か月での四冠達成は、史上最年少[97]。
  - 日本の広告費のうちインターネット広告費が前年比21%増の2兆7,052億円となり、マスコミ4媒体（新聞、雑誌、ラジオ、テレビ）の合計（2兆4,538億円）を初めて超えた[98]。
  - 読売巨人軍終身名誉監督の長嶋茂雄に、文化勲章が授与された。野球界からの選出は初めて[99]。
- 2022年（令和4年）
  - 安倍晋三銃撃事件後に統一教会などの宗教2世問題が注目された[100][101][102][103][104][105][106][107]。
  - AV出演被害防止・救済法施行。AV出演契約での被害を防止し、意に沿わない契約を締結した被害者を救済することを目的としている[108][109]。
- 2023年（令和5年）
  - 幸福の科学教祖の大川隆法と創価学会名誉会長の池田大作が死去した[110]。
  - ジャニーズ事務所の創業者・ジャニー喜多川による性加害が英BBCの報道を機に社会問題化。元所属タレントらが被害を公表した。事務所は性加害を認め謝罪し、藤島ジュリー景子が社長を辞任し、後任に東山紀之が就任。社名を「スマイルアップ」に変更した。タレントの受け皿としては別会社「スタートエンターテイメント」を設立[111]。
  - 宝塚歌劇団で団員が急死。劇団は背景に過重労働があったと認めたが、遺族はパワハラがあったと主張。同劇団の慣習や運営を問題視する声が高まった[111]。
  - 2月6日、囲碁の女流棋聖戦三番勝負で中学生棋士の仲邑菫三段が2勝1敗で女流棋聖を奪取した。13歳11か月のタイトル獲得は史上最年少[112]。
  - 3月17日、パラリンピックの車いすテニス男子で4個の金メダルを獲得した国枝慎吾が、政府から国民栄誉賞を授与された。パラ選手の受賞は初[113]。
  - 3月27日、文化庁が京都市に移転[114]。
  - 5月11日、政府はAI戦略会議の初会合を開き、AIに関する政策の方向性の議論を開始した。著作権侵害などの問題も多く指摘され、8月には日本新聞協会などが、著作権保護策を検討すべきだとする共同声明を出した[115]。
- 令和5年に三重県桑名市多度大社の上げ馬神事が動物虐待で問題となる。[116]
- NHKは年月の表記を西暦に変更した[117][118]。
- 平和の象徴の裸婦像女性の裸体女性ヌード銅像が令和時代にそぐわないと令和初期に街の裸婦像イブの女性裸体像の撤去の動きがあった。[119]

### 災害史
- 2019年（令和元年）の災害
  - 令和元年8月の前線に伴う大雨は令和初の大規模水害となった。
  - 令和元年房総半島台風（9月に発生）は千葉県を中心に停電が長期間続く大災害となった。
  - 令和元年東日本台風（10月に発生）は日本の各地に被害があり、北陸新幹線の車両設備が被害を受けた[120]。
  - 10月31日、沖縄県那覇市の世界遺産、首里城跡に復元された首里城の正殿から出火し、火災により収蔵されていた文化財400点超が焼失[121]。
- 2020年（令和2年）の災害
  - 令和2年7月豪雨[122]
  - 令和2年台風第10号[122]
- 2021年（令和3年）の災害
  - 熱海市伊豆山土石流災害[123]
  - 8月、小笠原諸島・福徳岡ノ場の海底火山噴火に由来するとみられる軽石が沖縄周辺に押し寄せ、船舶の航行、漁業、観光等に対する様々な被害が生じた[124]。
- 2024年（令和6年）の災害
  - 1月1日の令和6年能登半島地震と令和6年9月能登半島豪雨で能登半島が被災した。
  - 7月25日ごろから東北地方日本海側を中心に大雨となった。10以上の地点で、降水量の観測史上1位が更新された。この大雨に伴い、各地で越水による氾濫が発生したほか、複数箇所で堤防が決壊した。北海道でも、越水による氾濫が発生した。9月9日の時点で、人的被害・死者3人、住家被害は全壊12棟、半壊56棟、床上浸水326棟、床下浸水745棟）[125][126]。
- 2025年（令和7年）の災害
  - 2月26日に大船渡市山林火災が発生。[22]。

### 年表
- 令和元年（「2019年の日本」参照）
- 令和2年（「2020年の日本」参照）
- 令和3年（「2021年の日本」参照）
- 令和4年（「2022年の日本」参照）
- 令和5年（「2023年の日本」参照）
- 令和6年（「2024年の日本」参照）
- 令和7年（「2025年の日本」参照）

### 歴代総理大臣
| 氏名     | 氏名 | 就任年月日       | 退任年月日     | 備考                                                                                        |
| -------- | ---- | ---------------- | -------------- | ------------------------------------------------------------------------------------------- |
| 安倍晋三 |      | 平成24年12月26日 | 令和2年9月16日 | 令和元号発表 令和4年7月8日に奈良市で銃撃を受けて死去                                        |
| 菅義偉   |      | 令和2年9月16日   | 令和3年10月4日 | 東京オリンピック開催 携帯料金引き下げ                                                       |
| 岸田文雄 |      | 令和3年10月4日   | 令和6年9月30日 | 衆議院解散（未来選択解散） 第49回衆議院議員総選挙 第26回参議院議員通常選挙 岸田文雄襲撃事件 |
| 石破茂   |      | 令和6年10月1日   |                | 衆議院解散（日本創生解散） 第50回衆議院議員総選挙 令和の米騒動 第27回参議院議員通常選挙     |

## 西暦との対照表
| 令和 | 元年   | 2年    | 3年    | 4年    | 5年    | 6年    | 7年    | 8年    | 9年    | 10年   |
| ---- | ------ | ------ | ------ | ------ | ------ | ------ | ------ | ------ | ------ | ------ |
| 西暦 | 2019年 | 2020年 | 2021年 | 2022年 | 2023年 | 2024年 | 2025年 | 2026年 | 2027年 | 2028年 |
| 干支 | 己亥   | 庚子   | 辛丑   | 壬寅   | 癸卯   | 甲辰   | 乙巳   | 丙午   | 丁未   | 戊申   |
| 令和 | 11年   | 12年   |        |        |        |        |        |        |        |        |
| 西暦 | 2029年 | 2030年 |        |        |        |        |        |        |        |        |
| 干支 | 己酉   | 庚戌   |        |        |        |        |        |        |        |        |

元年の期間
令和元年（2019年）: 5月1日 - 12月31日〈245日間〉

## 令和を冠するもの

### 文化・芸能

#### 音楽
- GLAYは、2019年5月から始まるホールツアーのタイトルに新元号を冠することを予告しており、「令和」の発表後、ただちに正式タイトルを「GLAY LIVE TOUR 2019 -SURVIVAL- 令和最初のGLAYとHEAVY GAUGE」と発表した[127][128]。
- 令和（ゴールデンボンバーの楽曲、2019年4月17日発売）[129]
- 令和（レペゼン地球の楽曲、2019年4月17日発売）[130]
- REIWA（清竜人のアルバム、2019年5月1日発売）[131]
- 令和音頭（北島三郎の楽曲[132]、2019年5月15日発売）
- ももクロの令和ニッポン万歳!（ももいろクローバーZの楽曲、2019年5月17日発売のアルバム『MOMOIRO CLOVER Z』に収録）
- きよしの令和音頭（氷川きよしの楽曲、『氷川きよし節』エンディングテーマ）[133]
- 令和KAWAKIRI-GATE（BabyKingdomの楽曲、2019年7月3日発売の1stフルアルバム『AGE+PLUS』に収録）
- Reiwa feat. milet（MAN WITH A MISSIONの楽曲、2019年10月23日発売のシングル「Dark Crow」に収録）

#### テレビ番組・ドラマ
- 令和歌謡塾（BS日テレの音楽番組）
- いしかわ令和プレミアム（NHK金沢放送局の地域情報番組）
- 令和教育委員会〜体育の時間SP〜（フジテレビのクイズバラエティ番組で、2019年11月2・3日放送の長時間特番『FNS27時間テレビ にほんのスポーツは強いっ!』の1コーナーとして放送）
- 都立水商! 〜令和〜（2019年5月6日 - 6月24日、MBS/ 2019年5月7日 - 6月26日、TBS） - タイトルに初めて令和とついたテレビドラマ。

#### 芸能人
- 令和喜多みな実
- 令和ロマン

#### その他
- 令和小説大賞 - LINEとアニプレックス、日本テレビの3社連携小説コンテスト。
- 令和の虎 - YouTubeで配信されているリアリティ番組。
- 令和ちゃん - 猛暑や突然気温が下がる、豪雨などの激しい気象変動は「元号が変わったことで、まだいろいろなことに不慣れな“令和”が温度設定を間違えたせいだ」とSNSで擬人化された[134][135]。
- 令和の白ギャル - 古川優奈（ゆうちゃみ）の愛称[136]。
- 令和の怪物 - プロ野球では千葉ロッテマリーンズの佐々木朗希の愛称[137]。また、大相撲では幕下1場所で十両に昇進した伯桜鵬（落合）哲也をこう呼ぶ[138][139]。
- 令和の米騒動

### 地名・公共施設・交通機関・学校等
- 令和島 - 中央防波堤外側埋立地のうち東京都大田区側に編入された土地の町名[注 10]で、2020年6月に新設[142][143]。
- 小郡令和 - 新山口駅周辺において、2021年2月20日の住居表示実施に伴う町名変更により誕生した地名[144][145]。
- 瀬田川令和大橋 - 滋賀県大津市の瀬田川に架かる道路橋で、2019年5月26日に開通した[146][147]。
- 武蔵野坐令和神社 - 2020年8月に開業したところざわサクラタウン内に建立。隈研吾が社殿のデザインを手がけ、元号「令和」の考案者とされる国文学者の中西進が命名[148]。
- 令和コスタ行橋駅 - 福岡県行橋市の平成筑豊鉄道田川線 行橋駅 - 美夜古泉駅間に2019年8月24日開業した[149]。
- 都府楼前駅 - 福岡県太宰府市の西鉄天神大牟田線の駅。元号「令和」の典拠となった『万葉集』の「梅花の歌」が詠まれた地とされる坂本八幡宮の最寄り駅であることから2019年10月22日に副駅名「令和の里」を設定[150]。
- 中野区立令和小学校 - 東京都中野区の旧中野区立上高田小学校と旧中野区立新井小学校が統合し、2020年4月に開校した[151]。
- 秋田令和高等学校 - 秋田市の秋田和洋女子高等学校が共学化にともない、2020年4月に改称[152]。
- 敦賀国際令和高等学校 - 福井県敦賀市の昭英高等学校が2021年4月に改称。
- 令和健康科学大学 - 福岡市東区の福岡看護専門学校と福岡和白リハビリテーション学院を発展させる形で、2022年4月に開学[153][154][155]。

### その他
- 発表以前より「令和」が「よしかず」「のりかず」などの読みで人名として用いられており[156][157]、特に早稲田大学政治経済学部学部長で憲法学者の川岸令和（のりかず）[158] や、本名が逆の表記の「金子和令」（かずのり）であるお笑い芸人のカズレーザー（メイプル超合金）[159] が発表直後に話題となった。
- 南朝宋の官僚・江謐（こう ひつ、431年 - 482年）、北魏の官僚・趙邕（ちょう よう、生年不詳 - 525年）、隋の軍人・乞伏慧（きつぶく けい、生没年不詳）の字名が「令和」であった。
- れいわ新選組 - 自由党共同代表の山本太郎が2019年4月1日に結成した政党。

## 備考

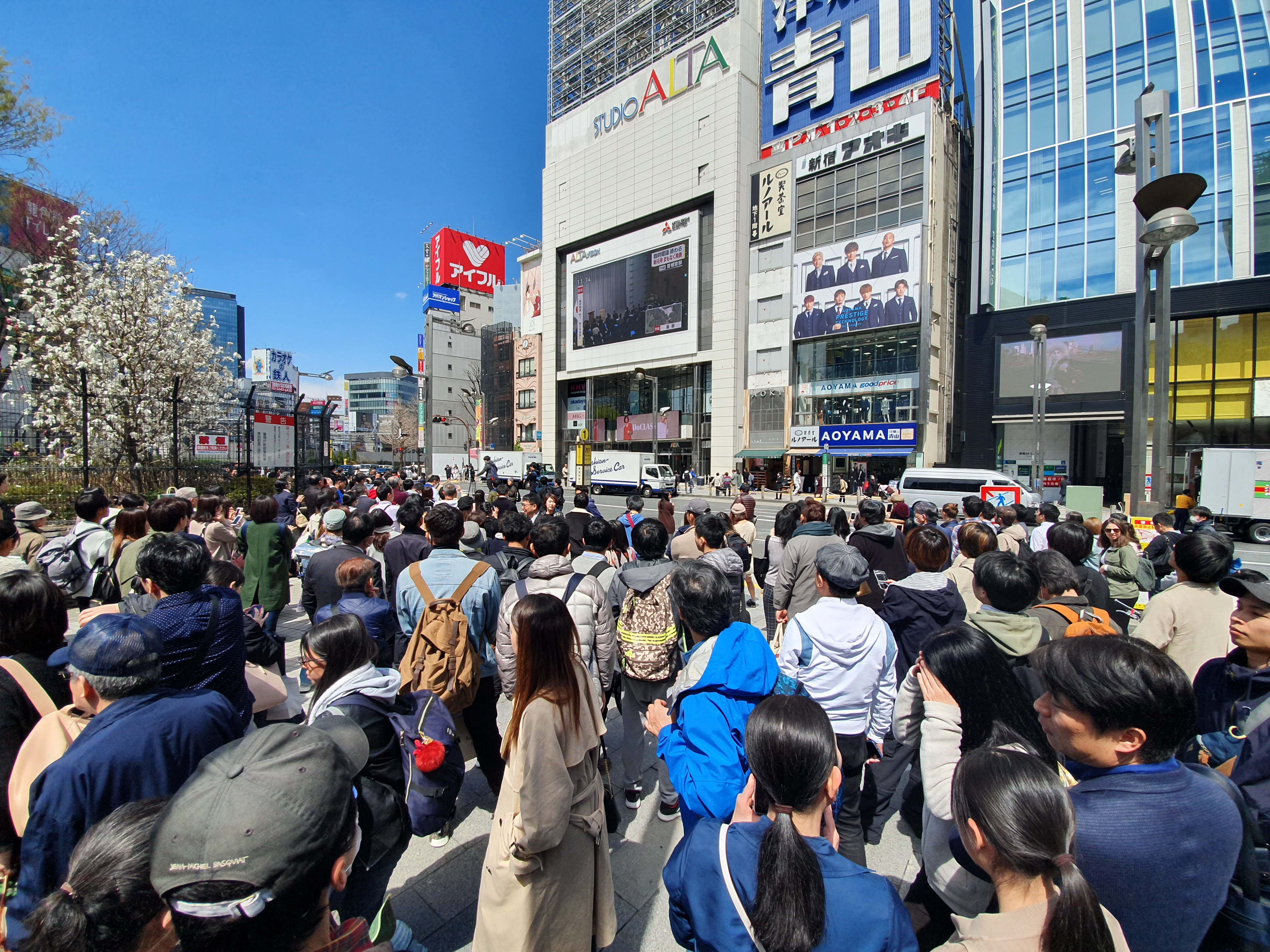
2019年（平成31年）4月1日、新元号発表を待つ人々（東京、新宿アルタ前）。

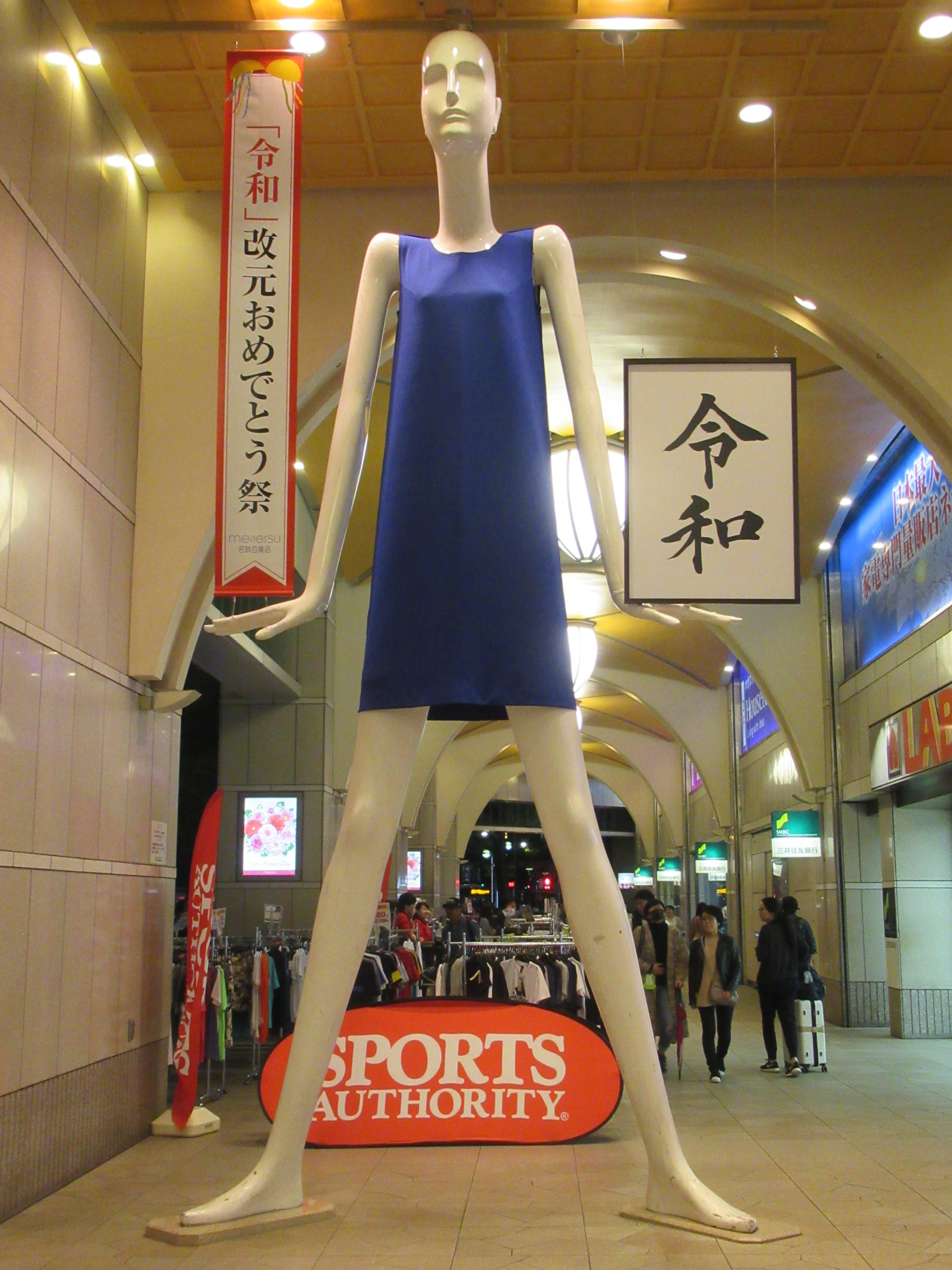
「令和」の額を持つナナちゃん人形。この人形は名鉄百貨店の本店（名古屋市中村区、名古屋駅前）にあり、定期的に衣替えを行っている。令和への改元は弔事をともなわないため、平成のときと違い祝賀ムードが強かった。

新元号「令和」の発表当日における国内最高齢の人物は1903年（明治36年）1月2日生まれの田中カ子（当時116歳）であり、その時点において明治生まれ（107歳以上）の生存者は数千人規模いると推測されていた。このことから、英字表記時の頭文字が明治以降のものと被らないことが望ましいとされ、M（明治）、T（大正）、S（昭和）、H（平成）の4字以外の頭文字の元号になると予測されており、実際に政府高官もそれを認めたと言われる。
「令和」の頭文字はRとなるが、このことからインターネットを中心に、来たる令和18年（2036年）の略記が「R18」となることから、令和18年生まれの人を心配する書き込みが多数見られた。
ローマ字読みが「REIWA」であることから、海外企業であるオーストラリアの不動産協会「REIWA（The Real Estate Institute of Western Australia＝西オーストラリア州不動産協会。「リーワ」と読む）」の公式サイト「reiwa.com」に日本からの接続が一時的に増えた。その割合は70パーセントにも及んだ。同団体のCEOは取材に対し「私たちは、日本の新元号を歓迎しています。研究所としても、これを西オーストラリアの不動産市場における我々の認知向上の機会と捉えています」とコメントしている。
商標権に関しては、中国の国家知識産権局商標局ウェブサイトによると、2018年に令和が日本酒などの商品名として偶然にも商標登録されていた。なお、日本の特許庁では元号の商標登録を原則として拒否している。
チベットにおいてはチベット語の「རེ་བ（rewa、望み・希望）」と発音が似ているとされ、ダライ・ラマ法王日本代表部事務所のルントック代表は、「新元号発表後、『音が同じ』と何本も電話がありました。チベット語は母音に長短がなくRを重く発声しますが、日本人にはとても似て聞こえるようです」としたうえで、「チベットは深刻な状況が続き暗いニュースが多いので、明るい話題で注目されてうれしい」「日本の新元号に、チベット人が『希望』をもらった気持ち」とコメントした。
2019年4月1日、タイ王室が日本の皇室ともゆかりの深いタイでは、日本政府が新元号「令和」を公表したことをタイメディアは次々と報じ、『マティチョン』は「日本政府が新たな元号『令和』を発表し、5月1日から使われる」と伝え、内閣官房長官菅義偉が発表した際の写真も掲載した。
2019年（令和元年）12月2日発表の2019ユーキャン新語・流行語大賞で「令和」がトップ10に選出された。また同月12日、2019年の今年の漢字が令和の「令」に決定。
手話においては元号発表時にレベルの高い手話通訳者による同時通訳が実施されたが、菅長官が最初に「れいわ」と発言した際には誤って「めいわ」と訳すミスがあった。全国手話研修センターでは事前に手話を作り、元号公表時に読みと新しい手話を発表することを望んでいたがスケジュールの問題で叶わず、通訳者もその場で初めて知ったうえ聞き分けにくいとされる「れ」と「め」でミスが誘発されたとしている。なお2回目以降の発言は「れいわ」と訳されている。対応策として、元号発表の翌日には厚生労働省の委託により新しい手話を考案している全国手話研修センターの日本手話研究所が令和を表す手話を発表した。指を上に向けて蕾のような形にしてから前に動かしながら指を開くもので、典拠となっている梅の花が開く様子をイメージしたという。
また、発表直後に各地で新元号発表の号外が配られたが、大阪・JR大阪駅前や東京・新橋駅前では号外を求める群衆が殺到して転倒者も出るなど激しい混乱となり、救急車や警察が出動する騒ぎとなった。このため、一部の新聞社では混乱を避けるためデータとして配布する措置を取った。